# زبان‌شناسی مقابله‌ای و تجزیه و تحلیل خطاها
زبان‌شناسی مقابله‌ای و تجزیه و تحلیل خطاها کتابی از محمد فلاحی است که در سال ۱۳۷۰ منتشر و در مراسم کتاب سال جمهوری اسلامی ایران به‌عنوان کتاب برگزیده معرفی شد.